# 기명후보
기명후보(Write-in candidate) 또는 기명투표 후보란 투표지에는 이름이 없지만 이름을 적어넣는 방식으로 유권자가 투표할 수 있는 후보를 말한다. 자서식 투표제에서는 모든 후보가 기명후보이다. 미국에서는 추천수가 부족하거나 주요정당의 공천을 얻지 못해 투표용지에 등록할 수 있는 자격을 얻지 못한 후보가 기명후보로 등록할 수 있다. 미국에서 기명후보제도를 채택한 주는 41개, 기명투표 후보로 사전 등록하여야 하는 주는 34개이다.